# Piz Ftur
Piz Ftur är en bergstopp i Schweiz.   Den ligger i regionen Engiadina Bassa/Val Müstair och kantonen Graubünden, i den östra delen av landet, 210 km öster om huvudstaden Bern. Toppen på Piz Ftur är 3 022 meter över havet, eller 214 meter över den omgivande terrängen. Bredden vid basen är 4,3 km.
Terrängen runt Piz Ftur är bergig åt nordväst, men åt sydost är den kuperad. Runt Piz Ftur är det mycket glesbefolkat, med 4 invånare per kvadratkilometer.. Närmaste större samhälle är Scuol, 13,5 km nordost om Piz Ftur. 
Trakten runt Piz Ftur består i huvudsak av gräsmarker.